# 猫が通れば道理引っ込む
猫が通れば道理引っ込む（ねこがとおればどうりひっこむ）は、19人の漫画家による猫に関するエッセイ集。各漫画家たちが描くねこのイラストが入っている。
1986年12月5日、主婦と生活社より刊行。1990年、『猫が好き！』へ、改題しKKベストセラーズより刊行。
カバーイラスト：八島一夫、カバーデザイン：原秀次郎

## 参加した漫画家と作品
- 石ノ森章太郎、映画の中の猫
- 加藤芳郎、とかく都会は住みずらい（原文ママ）
- 久里洋二、ニャンコちゃん今日は
- 小島功、猫と女
- 小山賢太郎、名前がなくても猫は育つ
- 杉浦幸雄、ネコ族賛歌
- 鈴木義司、猫好きの自己弁護
- 多田ヒロシ、猫のいたずらひとのいたずら
- 種村国夫、府中猫「チャボ」
- 富永一朗、いとしのネコ、ねこ、猫
- 二階堂正宏、ネコの浮気はネコの勲章
- 馬場のぼる、猫見物人
- 牧野圭一、ミーとオイラとヘア論争
- 八島一夫、猫に小判　三味線と猫
- 八尾板賢吉、珍怪釈ことわざネコ典
- やなせたかし、バラガイのシロ
- 矢野徳、猫の恋唄
- 山下紀一郎、ネコの嫉妬　ヒトの嫉妬
- 横山隆一、鎌倉の猫